# Austrominius adeladae
Austrominius adeladae is een zeepokkensoort uit de familie van de Austrobalanidae. De wetenschappelijke naam van de soort is voor het eerst geldig gepubliceerd in 1988 door Bayliss.